# Calpenia khasiana
Calpenia khasiana är en fjärilsart som beskrevs av Moore 1878. Calpenia khasiana ingår i släktet Calpenia och familjen björnspinnare. Inga underarter finns listade i Catalogue of Life.